# (4489) Dracius
(4489) Dracius est un astéroïde troyen de Jupiter du camp grec, d'un type rare[évasif], mesurant environ 92 kilomètres de diamètre. Il fut découvert par l'astronome américain Edward Bowell à la station Anderson Mesa, en Arizona (États-Unis), le 15 janvier 1988.

## Occultation d'étoiles
Le 18 décembre 2012, une occultation de l'étoile TYC 2467-00054-1 par Dracius fut visible d'une partie des États-Unis. Dracius était de magnitude 16,1 et l'étoile de magnitude 11,1.

## Caractéristiques
Des observations photométrique de cet astéroïde réalisées au cours de l'année 2010 ont été utilisées pour construire une courbe de lumière montrant une période de rotation de 12,582 ± 0,004 heures avec une variation de luminosité de 0,22 ± 0,01 magnitude.